# 員林市區鐵路高架化計畫

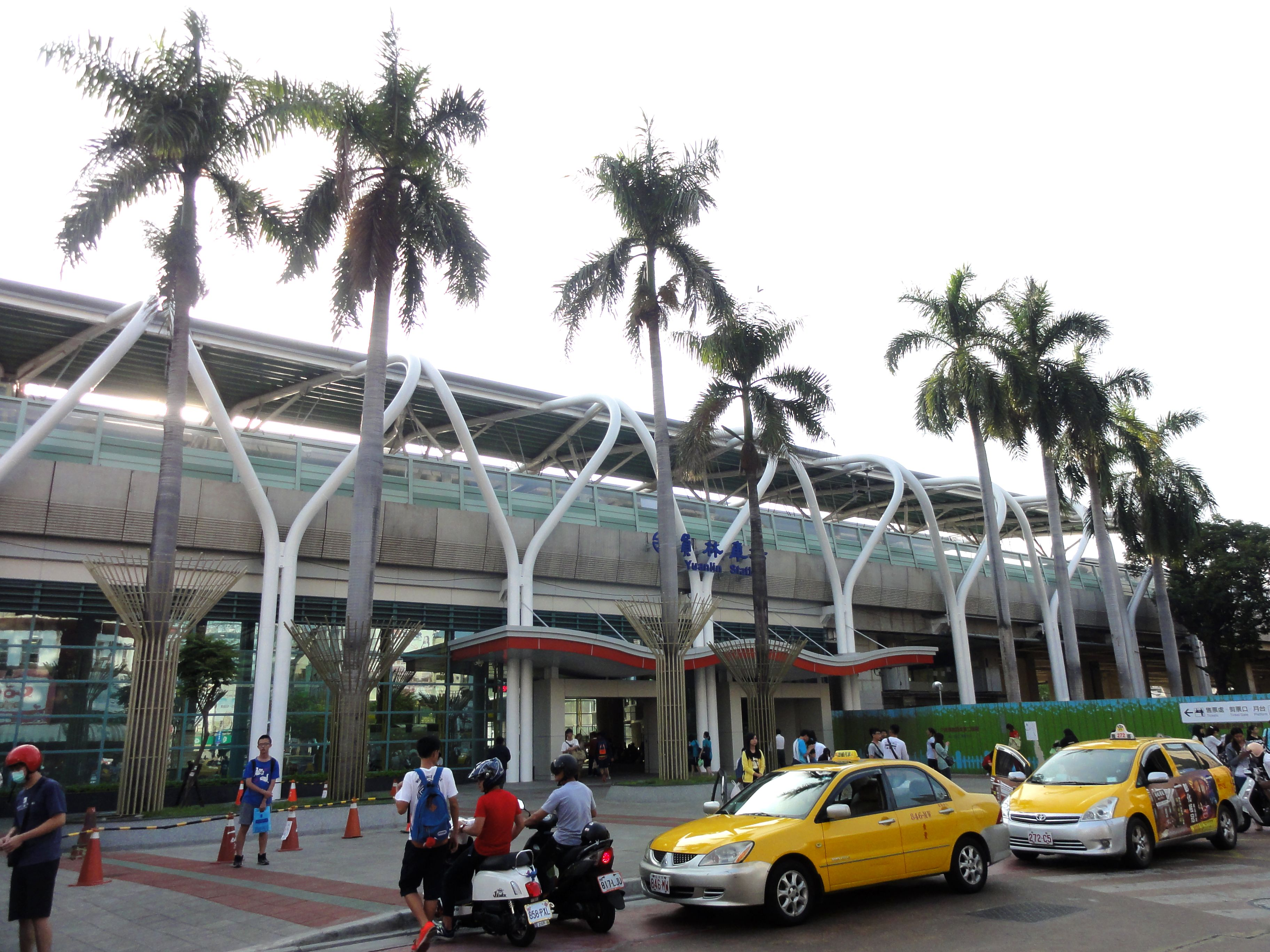
高架化通車後的員林車站

員林市區鐵路高架化計畫（簡稱員林鐵路高架化），將自彰化縣員林市北勢路平交道北方約930公尺至員林大排北方約100公尺、全長3.98公里的鐵路改為高架化。員林市區鐵路高架化計畫耗費將近新台幣58億元，為新十大建設台鐵捷運化之一。此工程經完成並於2014年11月2日通車。

## 興建起源

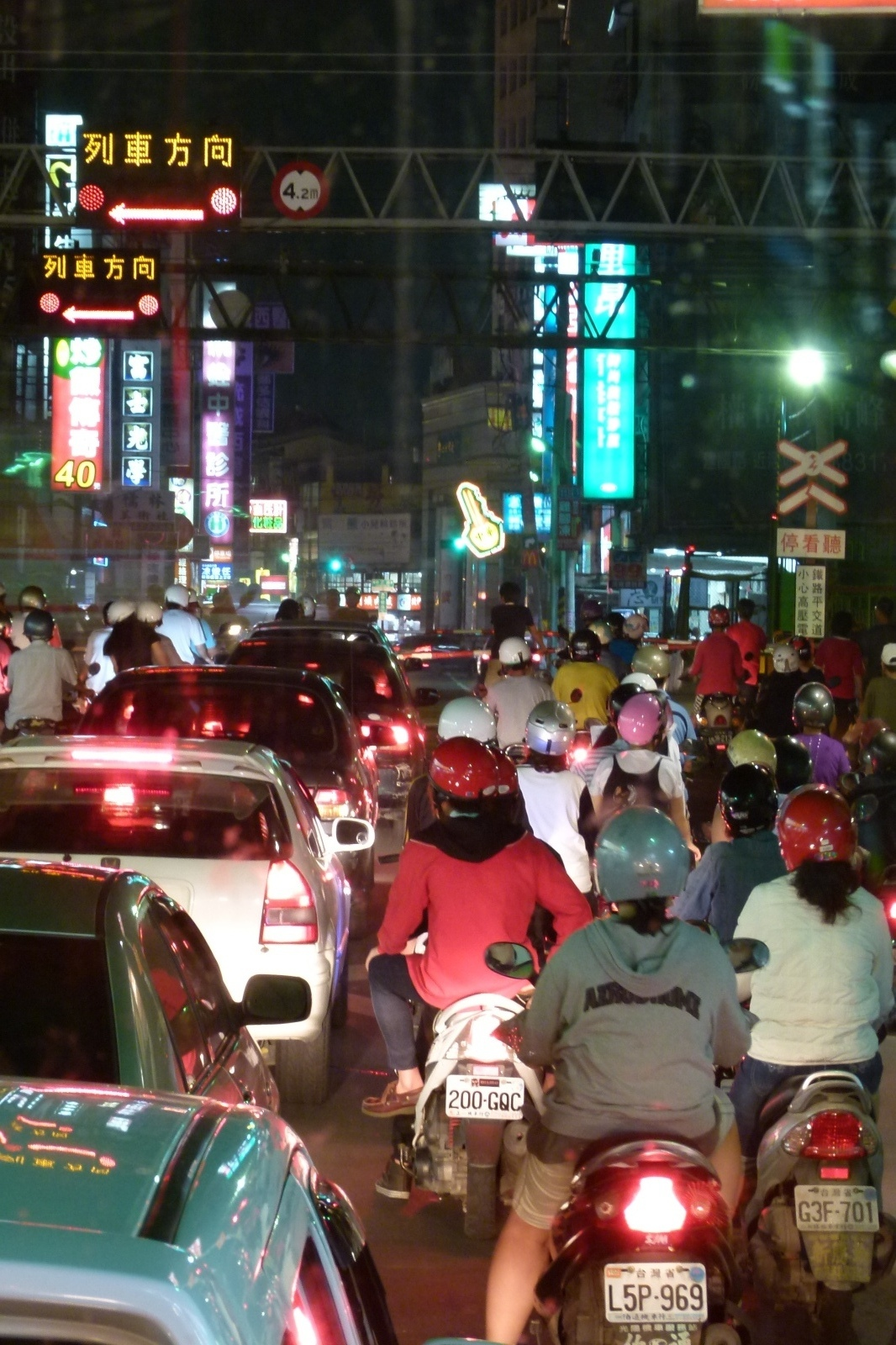
平交道常造成員林市每逢尖峰時段出現交通擁塞的問題。（圖為靜修路平交道）

歷經連續三任彰化縣縣長阮剛猛、翁金珠、卓伯源皆提出這項工程方案，同時這項方案期間，經歷前後六任行政院院長，經過與中央政府請求協調下，最後確認2007年9月1日動工。

## 工程內容項目說明

### 主要項目

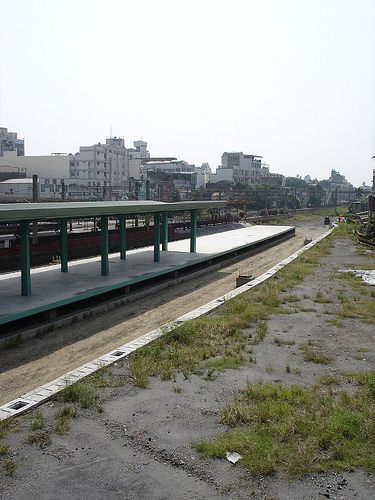
臨時月台工程。

- 興建北勢路平交道北方約930公尺至員林大排北方約100公尺，全長3.98公里的高架鐵路，至少距離地面4.6公尺。
- 員林車站高架化，並設二座島式月台及四股鐵道於高架橋上。
- 臨時軌道及月台之架設，維持鐵路正常營運。
- 車站大樓及辦公大樓之興建，以及車站周邊之綠化工程。

| 開辦年份 | 辦理項目 |
| -------- | --- |
| 2007年   | - 都市計畫變更、土地徵收及撥用 - 地上物查估及補償費發放、用地之取得 - 興建站區臨時月台及月台天橋 |
| 2008年   | - 都市計畫變更、土地徵收及撥用 - 地上物查估及補償費發放、用地之取得 - 興建臨時軌道路基工程施工中（10月13日） - 高架工程細部設計作業目前公告招標中 |
| 2009年   | - 10月底臨時軌道路基工程完工 - 11月完成西正線（北上方向）臨時軌切換作業 - 完成高架工程細部設計作業 |
| 2010年   | - 臨時軌東正線（南下方向）鋪設完成並進行切換作業（1月13日） - 員林車站高架及高架主體橋墩工程招標中（5月） - 鐵路高架主體工程監造標案招標中（5月27日，預計7月13日開標） - 高架主體橋墩工程已開標，由上市公司根基營造以約金額18億9500萬元得標，工期自開工日開始起1201天（6月8日） |
| 2011年   | - 員林車站主體高架工程及機電工程由新亞建設開發股份得標，工程金額1,168,000,000（6月2日） - 員林車站舊站體月台、軌道拆除工程動工（8月） - 員林車站舊站體月台、軌道拆除工程完成，僅剩舊站體和連接月台的人行天橋（9月起） - 新高架化車站站體基樁施工進行中（9月起）                 |
| 2014年   | - 進行永久軌切換作業，高架化正式通車（11月2日） - 員林高架車站正式啟用（11月2日） |

## 計畫效益

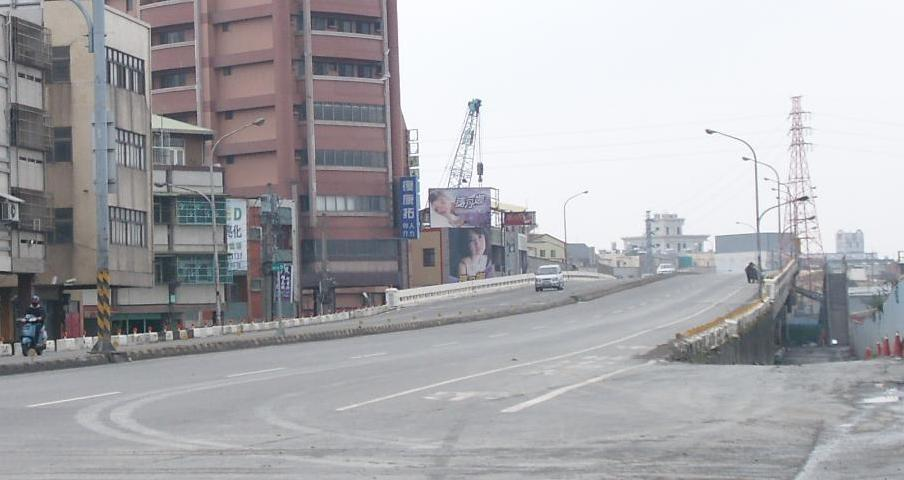
原跨過鐵道的員林陸橋，2012年3月15日開始封閉拆除。

- 消除員林市3處平交道（北勢、靜修、惠來）、5處地下道（雙平、民生、南昌、惠明、溝皂）及1處立體交叉路口（員林陸橋），改善交通堵塞和交通事故。
- 消除兩側地區的阻礙，均衡都市發展。
- 工程完成後，原有空間可闢為停車場和綠地以美化市容。
- 擬定員林車站周圍附近區域都市更新計畫，提升商業、交通和生活居住品質。

## 工程現況

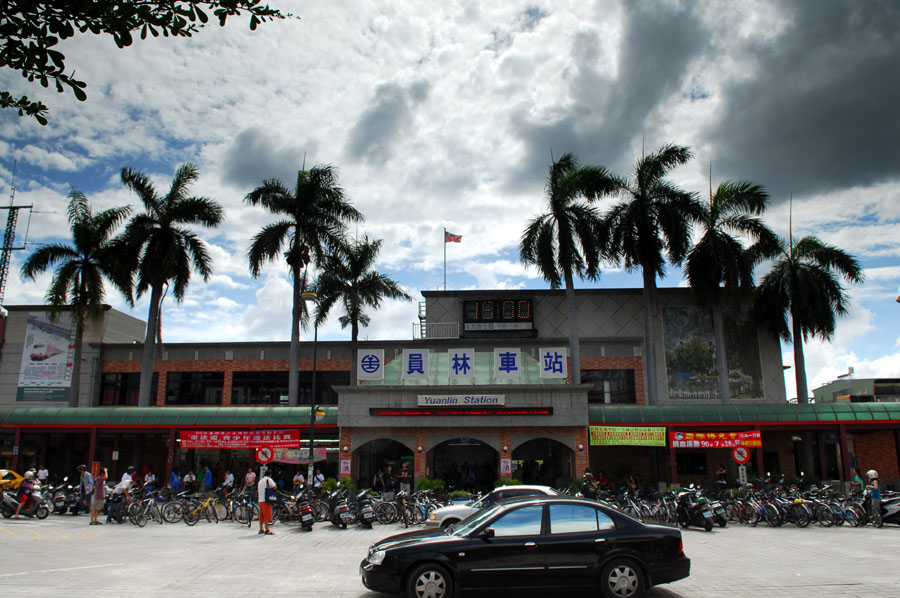
高架化前的員林車站

- 先期工程已於2007年9月1日開工，項目包括臨時站體、月台、天橋及臨時軌道工程。
- 先期工程員林站區臨時軌道、月台及天橋土建工程於2008年5月20日完工，於12月11日完成驗收，目前將進行月台及天橋建物美化工程。
- 先期工程整體路線臨時軌地基工程和臨時站區電纜鋼架架設於2008年10月21日開工，並於2009年11月11日進行第一階段臨西正線切換，2010年1月13日進行第二階段切換。
- 鐵路廊帶都市計畫變更作業已完成，並於2008年5月底完成臨時軌用地取得及拆遷補償作業。
- 鐵路高架橋主體工程於2010年7月開始施工，目前正全力進行高架橋墩和基樁工程。。
- 員林高架車站主體工程於2011年4月發佈工程招標。
- 員林高架車站及機電工程於2011年6月18日開工。
- 員林鐵路高架化預計2014年11月1日進行永久軌切換工程，屆時當日所有班次列車會有幅度的改點。
- 員林鐵路高架化已於2014年11月2日正式通車。

## 穿越鐵路設施移除
- 平交道：北勢、員林30m外環道路（員林大道）、靜修、惠來
- 陸橋：員林陸橋
- 地下道：雙平路、中山路（民生路）、南昌路
- 鐵路涵洞：惠明街

## 新聞連結
- 員林鐵路高架化配合款 卓伯源忍痛承諾負擔（页面存档备份，存于）
- 彰化縣啟動員林鐵路高架化工程101年通車
- 員林市區鐵路高架　經建會通過
- 員林鐵路高架化縣府願金授；翁金珠強調　逐年編列十億配合　趕在100年前完成

## 外部連結
- 94年12月19日委員會議通過「員林市區鐵路高架化計畫」規劃報告一案
- 員林高架化西正線切換紀錄[]
- 員林鐵路高架化攝影記錄- Xuite（页面存档备份，存于）
- 員林鐵路高架化攝影回顧展_2009（页面存档备份，存于）